# Cipriano Chemello
Cipriano Chemello (Crespano del Grappa, Treviso, 19 de juliol de 1945 - 14 de febrer de 2017) va ser un ciclista italià que fou professional entre 1969 i 1973.
El 1968, com a ciclista amateur, va prendre part en els Jocs Olímpics de Ciutat de Mèxic, en què guanyà una medalla de bronze en la persecució per equips, junt a Luigi Roncaglia, Lorenzo Bosisio i Giorgio Morbiato. En la prova de persecució individual fou eliminat en quarts de final.
Com a professional destaquen dues victòries d'etapa a la Volta a Catalunya i una a la París-Niça.

## Palmarès en pista
- 1966
  -  Campionat del món de persecució per equips amateur, amb Antonio Castello, Gino Pancino i Luigi Roncaglia
- 1968
  -  Campionat del món de persecució per equips amateur, amb Giorgio Morbiato, Lorenzo Bosisio i Luigi Roncaglia
  -  Medalla de bronze als Jocs Olímpics de Ciutat de Mèxic en persecució per equips

## Palmarès en ruta
- 1969
  - Vencedor de 2 etapes de la Volta a Catalunya
- 1970
  - Vencedor d'una etapa de la París-Niça

### Resultats al Tour de França
- 1970. Abandona (12a etapa)